# Management stratégique
 (novembre 2024).
 (décembre 2023).
Le management stratégique consiste à gérer à la fois l'environnement externe et les ressources internes de manière à créer des avantages compétitifs durables sur la concurrence.
Le management stratégique, c'est d'abord un art[non neutre], celui de la direction des entreprises, une pratique et une discipline académique appelée « management stratégique de l'entreprise ».
Comme art, le management stratégique est l'exercice de la liberté du dirigeant d'entreprise. Comme discipline, c'est l'établissement et le renouvellement de méthodes d'analyse et de prise de décisions et de principes normatifs pour aider les décideurs.
Il revendique[Qui ?] le statut de discipline au sein des sciences de gestion.

## La démarche du management stratégique
Le management stratégique a pour objectif la cohérence du positionnement de l'entreprise dans son environnement avec la mobilisation de ses ressources internes.

### Les trois étapes de la démarche
Le management stratégique est composé de trois étapes distinctes qui doivent être alignées pour donner toute leur efficacité :
- Concevoir ou repositionner la stratégie de l'entreprise;
- Décliner la stratégie en plan de développement;
- Créer un projet d'entreprise mobilisateur.

## Le management stratégique de l'innovation
|Prévoir, Organiser, Commander, Coordonner et Contrôler.